# Moraea vigilans
Moraea vigilans är en irisväxtart som beskrevs av Peter Goldblatt och John Charles Manning. Moraea vigilans ingår i släktet Moraea och familjen irisväxter. Inga underarter finns listade i Catalogue of Life.